# Gamberale
Gamberale – miejscowość i gmina we Włoszech, w regionie Abruzja, w prowincji Chieti.
Według danych na rok 2004 gminę zamieszkiwały 394 osoby, 26,3 os./km².